# Lauri Ylönen
Lauri Ylönen (n. 23 aprilie 1979, Helsinki) este frontman-ul trupei finlandeze de rock alternativ The Rasmus.

## Primii ani
Ylönen s-a născut și a crescut în Helsinki. A învățat să cânte la pian la vârsta de 5 ani, iar mai târziu la chitară și baterie. Când Ylönen avea 8 ani, l-a întâlnit pe Eero Heinonen (bassistul trupei The Rasmus) rămânând prieteni apropiați de-a lungul anilor. Sora lui Ylönen, Hanna, i-a spus să încerce să cânte de asemenea și cu vocea. El a încercat și a decis să rămână cu vocea, devenind solistul trupei The Rasmus.

## The Rasmus
Când el și Eero Heinonen au început liceul Suutarila în anii '90, l-au întâlnit pe Pauli Rantasalmi, iar mai târziu pe Janne Heiskanen. Ylönen a inițiat proiectul „The Rasmus” (înainte se numeau doar „Rasmus„) în 1994, împreună cu Eero Heinonen (bas), Pauli Rantasalmi(chitară) și Janne Heiskanen (baterie). La început, s-au numit „Trashmosh”, „Antilla”, iar la sfârșit „The Rasmus”. Au dat primul spectacol înainte de vacanța de iarnă, în 1994. Au cântat piese în stil rock și funk. Ylönen a devenit solistul și compozitorul trupei. A abandonat școala pe motiv că trupa îi ocupa majoritatea timpului.
În 1998, după lansarea a 3 albume, Janne Heiskanen părăsește trupa, iar Aki Hakala devine noul chitarist. În același an, managerul care a îndrumat trupa, Teja Kotilainen, părăsește casa lor de discuri, Warner Music Finland. Trupa se înscrie curând după aceea în Playground Music Scandinavia.

## Dynasty
În 1999, a fost fondată o asociație numită „Dynasty” (Dinastie). Asociația constă în trei trupe finlandeze, The Rasmus, Killer, și Kwan. Scopul „Dinastiei” era cel de a lega relații de prietenie între trupe și membrii lor. Mulți membri poartă tatuaje sau logo-ul asociației pe cureaua chitarei. Trupele au colaborat de asemenea și pe plan muzical între ei. Lauri are tatuajul pe brațul stâng, asemenea lui Pauli care are logo-ul asociației pe cureaua chitarei (ESP LTD).

## Alte proiecte
Lauri a cântat împreună cu Siiri Nordin, solistul trupei Killer pe melodia „All I Want” (Tot ce îmi doresc).
În 2004, Ylönen inregistrează un cântec împreună cu Apocalyptica și solistul trupei HIM, Ville Valo, numit „Bittersweet”. Cântecul este valabil pe albumul trupei numit după numele lor, Apocalyptica. A fost de asemenea lansat ca single și videoclip.
Un an mai târziu, a lansat o altă melodie împreună cu Apocalyptica, numită „Life Burns!" ("Viata arde!"). Melodia a fost lansată cu tot cu videoclip. Genul muzical abordat este mult mai „greu” decât în „Bittersweet” „Life Burns!” a fost pusă pe același album ca „Bittersweet”. Ylönen a cântat de asemenea cu alți membrii din Kwan și Siiri Nordin din Killer, un cântec numit „Chillin' at the Grotto” la o gală.
Cel mai recent proiect a lui Ylönen a fost compunerea coloanei sonore a filmului finlandez „Blackout”. Coloana sonoră a fost lansată în decembrie 2008.
Ylönen a anunțat un album solo programat pentru a fi lansat în martie 2011 împreună cu primul single „Heavy” ce a fost scos pe piață în februarie 2011. Materialul a avut premiera la Gala Emma pe 26 februarie 2011. Ylönen a declarat că nu dorește decât câteva melodii, nu va părăsi trupa The Rasmus, materialul fiind lansat mai degrabă pentru înregistrări majore decât un demo. Albumul va fi produs de el însuși alături de casa de discuri „Dynasty Recordings”.
1. ↑  „Lauri Ylönen”, Gemeinsame Normdatei, accesat în 13 decembrie 2014